# 罗尔夫·约翰松 (1889年)
罗尔夫·约翰松（瑞典語：Rolf Johnsson，1889年12月1日—1931年6月3日），生于斯德哥尔摩，瑞典男子体操运动员。他曾获得1908年夏季奥运会体操比赛男子团体全能金牌。他于1931年在乌普萨拉去世。